# Hapoel Gilboa Galil
El Hapoel Gilboa Galil (en hebreu: הפועל גלבוע גליל) és un club professional israelià de bàsquet ubicat a Gan Ner encara que representa la regió nord-est del país. Juga a la màxima divisió del seu país, la Ligat HaAl.

## Història
El club es va crear el 2008 amb la fusió del Hapoel Gilboa amb el Hapoel Galil Elyon.
El 2010 va aconseguir guanyar el títol de lliga, disputant la final contra el Maccabi Tel Aviv. L'any següent va tornar arribar a la final del torneig però aquest cop va perdre contra el mateix rival.

## Títols
- Balkan League
  - Guanyadors (2): 2011-12, 2012-13
  - Finalistes (1): 2013-14
- Lliga israeliana de bàsquet
  - Guanyadors (1): 2009-10
  - Finalistes (1): 2010-11